# NGC 3827
NGC 3827 é uma galáxia espiral (Sm) localizada na direcção da constelação de Leo. Possui uma declinação de +18° 50' 43" e uma ascensão recta de 11 horas, 42 minutos e 36,2 segundos.
A galáxia NGC 3827 foi descoberta em 29 de Dezembro de 1861 por Heinrich Louis d'Arrest.